# Herb gminy Nowiny
Herb gminy Nowiny – jeden z symboli gminy Nowiny, ustanowiony 27 października 2004.

## Wygląd i symbolika
Herb przedstawia na tarczy dzielonej z prawa w skos białym pasem z lewej strony na błękitnym polu złotą koronę (symbol archidiecezji krakowskiej), natomiast z prawej strony na czerwonym polu trzy białe lilie (symbol archidiecezji gnieźnieńskiej). 